# 哈利法克斯縣 (北卡羅萊納州)
哈利法克斯縣（英語：Halifax County）是美國北卡羅萊納州南部的一個縣，西南鄰南卡羅萊納州。面積1,894平方公里。根据美國2000年人口普查，共有人口57,370人。縣治哈利法克斯。
成立於1758年，縣名紀念第二代哈利法克斯伯爵。